# HD145677
HD145677 — хімічно пекулярна зоря спектрального класу
Зорі спектрального класу й має видиму зоряну величину в смузі V приблизно 9,3.
Вона  розташована на відстані близько 869,8 світлових років від Сонця.